# Championnat du Congo de football 2008
Navigation
Saison précédente Saison suivante
La saison 2008 du Championnat du Congo de football est la quarante-troisième édition de la première division congolaise, la MTN Ligue 1. Après une phase régionale qualificative, les vingt-quatre meilleures équipes disputent le championnat national, joué en deux phases :
- une phase de poules (huit poules de trois équipes) dont seul le premier accède à la phase finale
- une phase finale à élimination directe (quarts, demi-finales et finale) qui détermine le vainqueur du championnat

C’est le club du CARA Brazzaville qui remporte la compétition cette saison, après avoir battu le FC Bilombé en finale nationale. C’est le neuvième titre de champion du Congo de l’histoire du club, le premier depuis vingt-quatre ans.

## Qualifications continentales
Le champion du Congo se qualifie pour la Ligue des champions de la CAF 2009 tandis que le vainqueur de la Coupe du Congo obtient son billet pour la Coupe de la confédération 2009. Si un club réussit le doublé Coupe-championnat, c’est le finaliste de la Coupe qui participe à la Coupe de la confédération.

## Les clubs participants
- Département de Brazzaville :
  - Tout-Puissant Zala
  - Étoile du Congo
  - CARA Brazzaville
  - Saint-Michel de Ouenzé
  - Diables noirs de Brazzaville
  - Inter Club
- Département de Pointe-Noire :
  - FC Bilombé
  - AS Cheminots
  - Pigeon Vert
  - JS Bougainvillée
  - AS Ponténégrine
  - US Saint-Pierre
- Département de Niari :
  - Inter Club Dolisie
  - US Bantous
  - AC Léopards
- Département de la Bouenza :
  - Inter Club Nkayi
  - Olympic de Mouyondzi
- Département de la Sangha : AS Nabemba
- Département de Lékoumou : Régie financière de Sibiti
- Département de Pool : Diables noirs du Pool
- Département de Likouala : Epéna de la Likouala
- Département de Cuvette-ouest : Engouali d'Ewo
- Département des Plateaux : CARA Djambala
- Département de Cuvette : Inter Club Owando

## Compétition

### Phase de poules
Le barème utilisé pour établir le classement est le suivant :
- Victoire : 3 points
- Match nul : 1 point
- Défaite, forfait ou abandon : 0 point

#### Groupe 1
Toutes les rencontres sont disputées au stade municipal de Pointe-Noire.
| Rang | Équipe        | Pts                               | J                                 | G                                 | N                                 | P                                 | Bp                                | Bc                                | Diff                              |
| ---- | ------------- | --------------------------------- | --------------------------------- | --------------------------------- | --------------------------------- | --------------------------------- | --------------------------------- | --------------------------------- | --------------------------------- |
| 1    | FC Bilombé    | 3                                 | 1                                 | 1                                 | 0                                 | 0                                 | 2                                 | 0                                 | +2                                |
| 2    | AC Léopards   | 0                                 | 1                                 | 0                                 | 0                                 | 1                                 | 0                                 | 2                                 | -2                                |
| 3    | CARA Djambala | déplacé dans le groupe 2, poule B | déplacé dans le groupe 2, poule B | déplacé dans le groupe 2, poule B | déplacé dans le groupe 2, poule B | déplacé dans le groupe 2, poule B | déplacé dans le groupe 2, poule B | déplacé dans le groupe 2, poule B | déplacé dans le groupe 2, poule B |

| Rang | Équipe                     | Pts | J | G | N | P | Bp | Bc | Diff |
| ---- | -------------------------- | --- | - | - | - | - | -- | -- | ---- |
| 1    | AS Ponténégrine            | 4   | 2 | 1 | 1 | 0 | 6  | 2  | +4   |
| 2    | Tout-Puissant Zala         | 4   | 2 | 1 | 1 | 0 | 4  | 1  | +3   |
| 3    | Régie financière de Sibiti | 0   | 2 | 0 | 0 | 2 | 1  | 8  | -7   |

| Rang | Équipe           | Pts | J | G | N | P | Bp | Bc | Diff |
| ---- | ---------------- | --- | - | - | - | - | -- | -- | ---- |
| 1    | Étoile du Congo  | 6   | 2 | 2 | 0 | 0 | 9  | 1  | +8   |
| 2    | Inter Club Nkayi | 1   | 2 | 0 | 1 | 1 | 2  | 4  | -2   |
| 3    | US Bantous       | 1   | 2 | 0 | 1 | 1 | 0  | 4  | -4   |

| Rang | Équipe            | Pts | J | G | N | P | Bp | Bc | Diff |
| ---- | ----------------- | --- | - | - | - | - | -- | -- | ---- |
| 1    | CARA Brazzaville  | 6   | 2 | 2 | 0 | 0 | 9  | 1  | +8   |
| 2    | Pigeon Vert       | 3   | 2 | 1 | 0 | 1 | 3  | 2  | +1   |
| 3    | Inter Club Owendo | 0   | 2 | 0 | 0 | 2 | 0  | 9  | -9   |

#### Groupe 2
Les rencontres sont disputées au Stade Alphonse-Massamba-Débat et au Stade Marchand de Brazzaville.
| Rang | Équipe                       | Pts | J | G | N | P | Bp | Bc | Diff |
| ---- | ---------------------------- | --- | - | - | - | - | -- | -- | ---- |
| 1    | Diables noirs de Brazzaville | 6   | 2 | 2 | 0 | 0 | 18 | 1  | +17  |
| 2    | Olympic de Mouyondzi         | 3   | 2 | 1 | 0 | 1 | 4  | 3  | +1   |
| 3    | Epéna de la Likouala         | 0   | 2 | 0 | 0 | 2 | 0  | 18 | -18  |

| Rang | Équipe                        | Pts | J | G | N | P | Bp | Bc | Diff |
| ---- | ----------------------------- | --- | - | - | - | - | -- | -- | ---- |
| 1    | Saint-Michel de Ouenzé        | 6   | 2 | 2 | 0 | 0 | 12 | 1  | +11  |
| 2    | AS Cheminots                  | 3   | 2 | 1 | 0 | 1 | 5  | 3  | +2   |
| 3    | CARA Djambala                 | 0   | 2 | 0 | 0 | 2 | 2  | 15 | -13  |
|      | Diables noirs du Pool forfait |     |   |   |   |   |    |    |      |

| Rang | Équipe             | Pts | J | G | N | P | Bp | Bc | Diff |
| ---- | ------------------ | --- | - | - | - | - | -- | -- | ---- |
| 1    | JS Bougainvillée   | 6   | 2 | 2 | 0 | 0 | 6  | 1  | +5   |
| 2    | Inter Club Dolisie | 3   | 2 | 1 | 0 | 1 | 3  | 6  | -3   |
| 3    | AS Nabemba         | 0   | 2 | 0 | 0 | 2 | 1  | 3  | -2   |

| Rang | Équipe          | Pts | J | G | N | P | Bp | Bc | Diff |
| ---- | --------------- | --- | - | - | - | - | -- | -- | ---- |
| 1    | Inter Club      | 6   | 2 | 2 | 0 | 0 | 6  | 2  | +4   |
| 2    | US Saint-Pierre | 3   | 2 | 1 | 0 | 1 | 7  | 3  | +4   |
| 3    | Engouali d'Ewo  | 0   | 2 | 0 | 0 | 2 | 0  | 8  | -8   |

### Phase finale
|  | Quarts de finale             | Quarts de finale             | Quarts de finale             | Quarts de finale             |                        |                        | Demi-finales | Demi-finales                     | Demi-finales                     | Demi-finales                  |                               |                               | Finale | Finale | Finale | Finale |
|  |                              |                              |                              |                              |                        |                        |              |                                  |                                  |                               |                               |                               |        |        |        |        |
|  |                              |                              |                              |                              |                        |                        |              |                                  |                                  |                               |                               |                               |        |        |        |        |
|  |                              |                              |                              |                              |                        |                        |              |                                  |                                  |                               |                               |                               |        |        |        |        |
|  | CARA Brazzaville             | CARA Brazzaville             | 4                            | 4                            |                        |                        |              |                                  |                                  |                               |                               |                               |        |        |        |        |
|  | CARA Brazzaville             | CARA Brazzaville             | 4                            | 4                            |                        |                        |              |                                  |                                  |                               |                               |                               |        |        |        |        |
|  | AS Ponténégrine              | AS Ponténégrine              | 0                            | 0                            |                        |                        |              |                                  |                                  |                               |                               |                               |        |        |        |        |
|  | AS Ponténégrine              | AS Ponténégrine              | 0                            | 0                            | CARA Brazzaville       | CARA Brazzaville       | 1            | 1                                |                                  |                               |                               |                               |        |        |        |        |
|  |                              |                              |                              |                              | CARA Brazzaville       | CARA Brazzaville       | 1            | 1                                |                                  |                               |                               |                               |        |        |        |        |
|  |                              |                              | Diables noirs de Brazzaville | Diables noirs de Brazzaville | 0                      | 0                      |              |                                  |                                  |                               |                               |                               |        |        |        |        |
|  | Diables noirs de Brazzaville | Diables noirs de Brazzaville | Diables noirs de Brazzaville | Diables noirs de Brazzaville | 0                      | 0                      | 1            | 1                                |                                  |                               |                               |                               |        |        |        |        |
|  | Diables noirs de Brazzaville | Diables noirs de Brazzaville |                              |                              |                        |                        |              | 1                                |                                  |                               |                               |                               |        |        |        |        |
|  | JS Bougainvillée             | JS Bougainvillée             | 0                            | 0                            |                        |                        |              |                                  |                                  |                               |                               |                               |        |        |        |        |
|  | JS Bougainvillée             | JS Bougainvillée             | 0                            | 0                            | CARA Brazzaville       | CARA Brazzaville       | 2            | 2                                |                                  |                               |                               |                               |        |        |        |        |
|  |                              |                              |                              |                              | CARA Brazzaville       | CARA Brazzaville       | 2            | 2                                |                                  |                               |                               |                               |        |        |        |        |
|  |                              |                              | FC Bilombé                   | FC Bilombé                   | 1                      | 1                      |              |                                  |                                  |                               |                               |                               |        |        |        |        |
|  | FC Bilombé                   | FC Bilombé                   | FC Bilombé                   | FC Bilombé                   | 1                      | 1                      | 2            | 2                                |                                  |                               |                               |                               |        |        |        |        |
|  | FC Bilombé                   | FC Bilombé                   |                              |                              |                        |                        |              |                                  |                                  |                               |                               |                               |        |        |        |        |
|  | Étoile du Congo              | Étoile du Congo              | 0                            | 0                            |                        |                        |              |                                  |                                  |                               |                               |                               |        |        |        |        |
|  | Étoile du Congo              | Étoile du Congo              | 0                            | 0                            | FC Bilombé tab         | FC Bilombé tab         | 1 (4)        | 1 (4)                            | Match pour la troisième place    | Match pour la troisième place | Match pour la troisième place | Match pour la troisième place |        |        |        |        |
|  |                              |                              |                              |                              | FC Bilombé tab         | FC Bilombé tab         | 1 (4)        | 1 (4)                            | Match pour la troisième place    | Match pour la troisième place | Match pour la troisième place | Match pour la troisième place |        |        |        |        |
|  |                              |                              | Saint-Michel de Ouenzé       | Saint-Michel de Ouenzé       | 1 (2)                  | 1 (2)                  |              |                                  |                                  |                               |                               |                               |        |        |        |        |
|  | Saint-Michel de Ouenzé       |                              | Saint-Michel de Ouenzé       | Saint-Michel de Ouenzé       | 1 (2)                  | 1 (2)                  |              |                                  |                                  |                               |                               |                               |        |        |        |        |
|  |                              |                              |                              |                              |                        |                        |              | Diables noirs de Brazzaville tab | Diables noirs de Brazzaville tab | 0 (4)                         | 0 (4)                         |                               |        |        |        |        |
|  | Inter Club                   | Inter Club                   | 0                            | 0                            |                        |                        |              | Diables noirs de Brazzaville tab | Diables noirs de Brazzaville tab | 0 (4)                         | 0 (4)                         |                               |        |        |        |        |
|  | Inter Club                   | Inter Club                   | 0                            | 0                            | Saint-Michel de Ouenzé | Saint-Michel de Ouenzé | 0 (3)        | 0 (3)                            |                                  |                               |                               |                               |        |        |        |        |
|  |                              |                              |                              |                              |                        |                        |              |                                  |                                  |                               |                               |                               |        |        |        |        |

## Bilan de la saison
| Championnat du Congo de football 2008 |                             |
| Champion                              | CARA Brazzaville (9e titre) |
| Coupes et trophées                    |                             |
| Vainqueur de la Coupe du Congo 2008   | Club 57                     |
| Qualifications continentales          |                             |
| Ligue des champions de la CAF 2009    | CARA Brazzaville            |
| Coupe de la confédération 2009        | Club 57                     |
| Promotions et relégations             |                             |
| Promus en MTN Ligue 1                 | Aucun                       |
| Relégués en MTN Ligue 2               | Aucun                       |